# 莱斯特·康纳
莱斯特·艾伦·康纳（英語：Lester Allen Conner，1959年9月17日—），美国NBA联盟的篮球教练和前职业篮球运动员，他曾经在多个球队服役。司得分后卫和小前锋职。他在1982年的NBA选秀中第1轮第14顺位被金州勇士选中。
在1982年NBA选秀中康纳是第一轮的第14名，被他家乡的金州勇士选中。他12个NBA赛季里前四年为勇士效力。在NBA里他是一名综合后卫，即司得分后卫也司控球后卫职。他的NBA生涯里他参加大陆篮球协会的拉皮德尖叫队中断一年。
1994-95赛季结束后康纳退役，他的精力转向教练，从1998年起任波士顿凯尔特人主教练里克·皮蒂诺的助手15多年。

## 生涯
康纳于1959年9月17日在田納西州孟菲斯出生，他在加州奥克兰长大。他在一个多种族的学校里上学。虽然在高校里他为弗利蒙虎队打篮球，他当时远远不是一个明星。没有大学球队来上门征募他，他最后不得不寻求其它追求他热爱的体育项目的途径。

## 学院生涯

### 初级学院
1978年康纳进入加州安條克洛斯美达诺斯初级学院，在这里他的球艺大增。他获得明星地位，平均每局他得25.2分，使得他的队达到24:7的记录。1979-80赛季他转到卡斯特羅谷卡博特学院，获得类似成绩，获得当年加州初级学院球员的荣誉。从一名无名高校球员康纳成长为一名一些美国顶尖学院队的征募目标。

### 1980-81赛季
一个征募他的是内华达大学拉斯维加斯分校主教练杰里·塔坎尼安，康纳喜欢他的计划。另一个征募他的是俄勒岡州立大學的主教练罗尔夫·米勒，后来成为奈史密斯篮球名人纪念堂成员。康纳要求米勒亲自去看他打球。这是一个大胆的要求。一名记者把它比喻为“要求教宗参加感恩节晚餐”。虽然如此米勒满足了康纳的愿望，最终赢得康纳在签署合同季度已经结束近一个月后接受俄勒冈州立大学的奖学金。
1980-81年赛季开始后康纳很快在队里获得开局位置。他司小前锋职，和后来的NBA球员史蒂夫·约翰逊、马克·拉德福特、雷·布鲁姆和查理·希顿一起打球。这支球队从赛季的第一天开始就被看做是学院篮球的主力，其核心在上个赛季就已经以26:4取胜，并被评为美国第五强队。康纳被许多观察家看作不可股价的第六名球员。被看作是非常有技巧的传球、篮板手和防御专家。
七胜是的俄勒冈成为全国第二名。1981年1月10日原来排第一名的德保罗大学队以63:62输给老道明大學队后俄勒冈成为第一名。德保罗队的结果被宣布时俄勒冈正在自己的球场上以56:28歼灭加州大學柏克萊分校队。10087名观众一起站起鼓掌一分多钟。
在令人大吃一惊地以24:3输给亞利桑那州立大學队之前俄勒冈在1980-81赛季里几乎达到26:0的全胜。整个赛季以64:60输给堪薩斯州立大學队告终。康纳在队里排第四名，平均每赛获7.0分。119次拦球，是队里第二名。

### 1981-82赛季
康纳的第二赛季俄勒冈看上去很困难。三名主队员离开，必须靠不那么有才能的运动员取代。俄勒冈丧失了上季度71%的进攻力和53%的扣篮力。老劲敌加州大学洛杉矶分校以第二名入赛。俄勒冈获得冠军的期望极低。
但是俄勒冈有一个新武器：从波特蘭 (俄勒岡州)来的新生A·C·格林。格林差一点就选了華盛頓州立大學。加上其他加入球队的运动员以及球队内老运动员的成熟俄勒冈获得了16:2的成绩并正在去往第三次获得冠军的道路上。
在这个赛季里康纳主要司得分后卫职，经常在紧张情况下改变局势。他证明他是传球专家，平均每局协助5.1次得分。在1982年國家大學體育協會俄勒冈在前两局里获胜，最后败给乔治城大学。
赛季结束时他是球队的得分冠军，平均每局得分14.6分，同时他还是球队的灌球冠军，共145次，甚至超过了大前锋格林（141次）。
康纳在俄勒冈的两年里他帮助球队获得52次胜局和6次败局的记录，胜局率达89.7%。
1982年康纳被评为太平洋十二校聯盟最佳球员。他的教练米勒说康纳是他38赛季教练生涯里最好的五名防卫球员之一。

## 职业生涯
在1982年NBA选秀中康纳是第14名，他被金州勇士选中，并为该球队效力四个赛季。他后来转到休斯敦火箭。为布鲁克林篮网和密尔沃基雄鹿效力。最后在洛杉矶快船、印第安纳步行者和洛杉矶湖人结束他的职业生涯。他的最后一个赛季是1995年。

## 教练生涯
1998年康纳任波士顿凯尔特人主教练里克·皮蒂诺的助手开始了他的教练生涯。康纳说皮蒂诺教他从教练席上传递他的声音，透过职业比赛场上的喧闹喊叫他的指示。
他还两次出任密尔沃基雄鹿主教练特里·斯托茨的助教练。2006/2007赛季后斯托茨被解雇后他也离开。
康纳被看作受前印第安纳步行者主教练吉姆·奥布莱恩的提拔并三次为奥布莱恩工作。第一次是2001年到04年在波斯顿凯尔特人，第二次是2004/05赛季做费城76人的副主教练。2007年6月康纳再次去印第安纳给奥布莱恩和步行者工作。
2010年康德去亚特兰大老鹰任拉里·德鲁的主助手。2012/13年赛季德鲁离开后他去丹佛掘金在2013/14年赛季里任助教。
康纳表示过他希望能够回到他的母校俄勒冈州立大学任主教练。但是2014年学校体育部主任狄卡罗里斯告诉他由于康纳没有大学学历学校不愿意让他出任这个职务。康纳抱怨说学校拒绝他“唯一想获得的大学职务”仅仅因为他缺乏大学毕业证。
2014年5月康纳在和《俄勒冈人》采访时说：“我理解毕业证书的重要性。但是同时它不定义我是谁或者我是怎样的教练和人。”